# Thorbecke Scholengemeenschap
Thorbecke Scholengemeenschap (ook wel TSG) is een middelbare scholengemeenschap in Zwolle voor atheneum, havo, vmbo-tl en praktijkonderwijs. De Thorbecke Scholengemeenschap is vernoemd naar de in Zwolle geboren staatsman Johan Rudolph Thorbecke.

## Locaties
De Thorbecke Scholengemeenschap kent 2 locaties in Zwolle. Op de locatie aan de Dokter van Heesweg wordt vmbo-tl, havo en vwo aangeboden. Sinds 2010 is het voormalige Diezer College aan de Russenweg samengevoegd naar het Thorbecke Scholengemeenschap, op deze locatie wordt het vmbo praktijkonderwijs aangeboden.

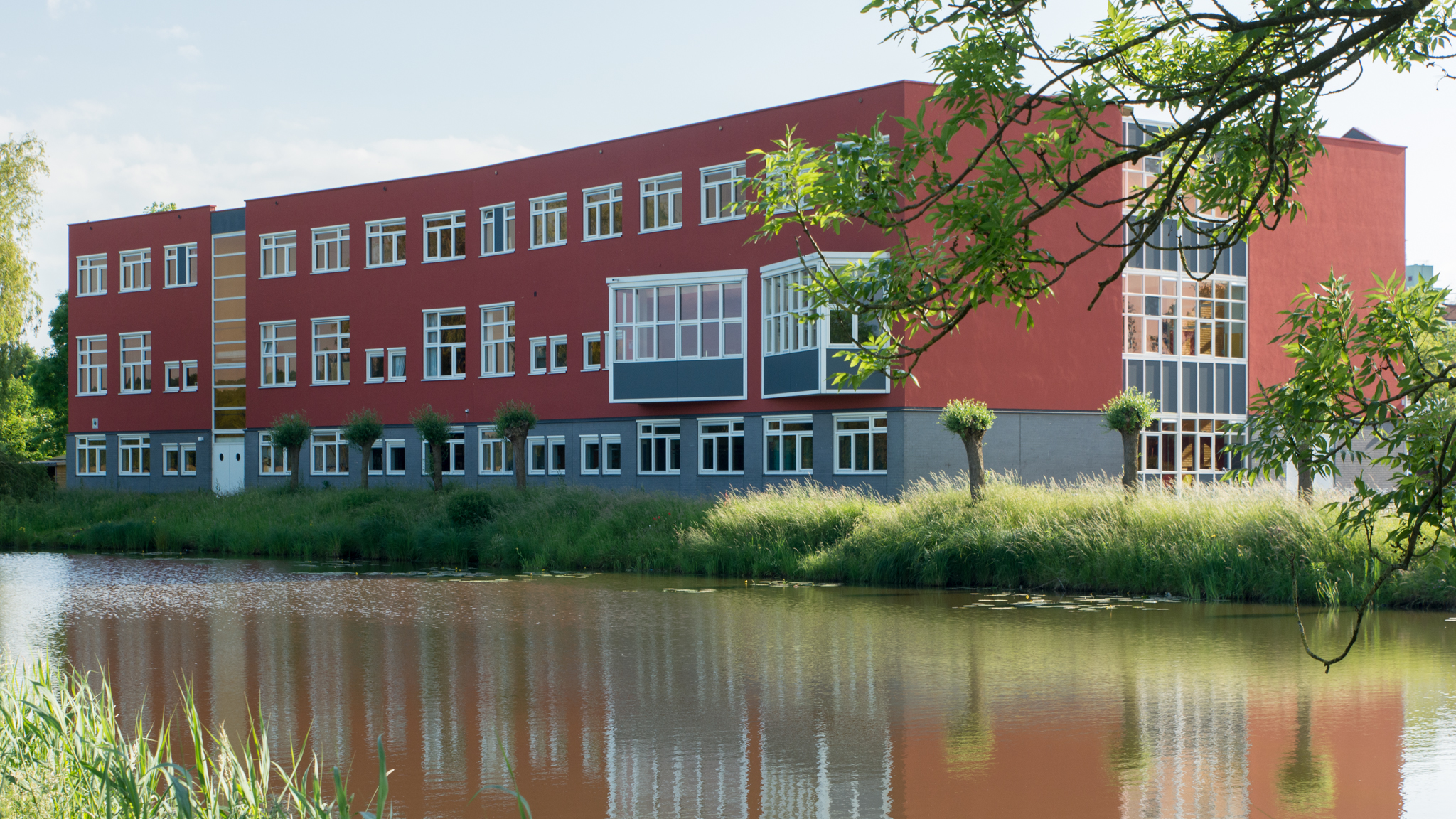
Locatie Dokter van Heesweg
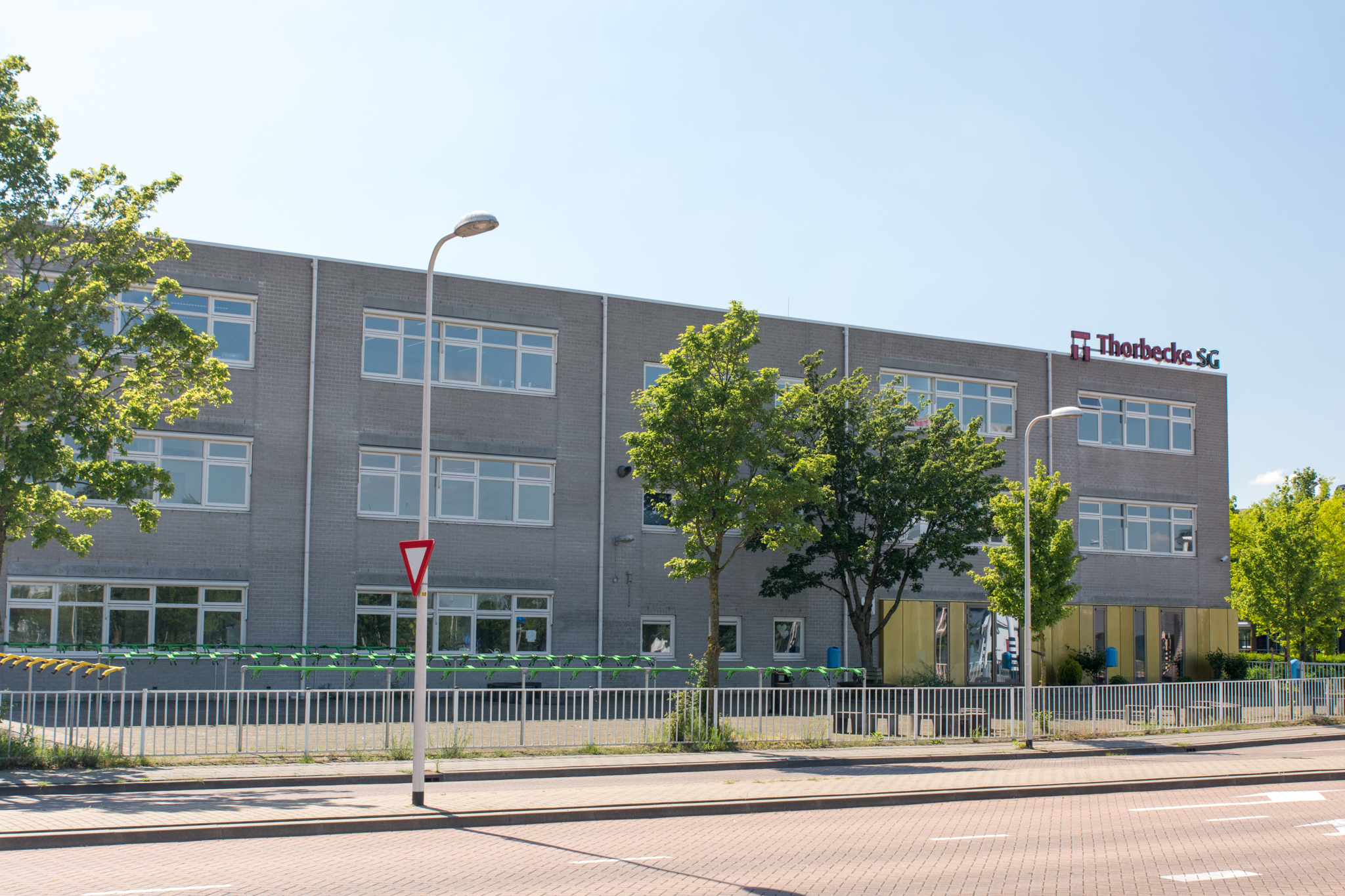
Locatie Russenweg

## Bekende oud-leerlingen
- Peter Blom, beter bekend als Delic, rapper bij formatie Opgezwolle
- Jeroen Dubbeldam, olympisch kampioen paardensport, Sydney 2000
- Anna Gimbrère, wetenschapsjournaliste en presentatrice
- Gaby de Groot, Nederlandse data- en onderzoeksjournalist
- Joost Marsman, zanger van I.O.S. (Is Ook Schitterend)
- Maria Mosterd, auteur van Echte mannen eten geen kaas
- Erwin Nijhoff, zanger van The Prodigal Sons en in 2012 als derde geëindigd bij The Voice of Holland
- Marleen de Rooy, Nederlands politiek verslaggever
- William Spaaij, musicalacteur, onder andere bekend van Ramses en Mary Poppins
- Yael van der Wouden, schrijfster, bekend van haar debuutroman The Safekeep (2024), winnaar van de Women's Prize for Fiction

## Trivia
- De stadsdichter van 2005 van Zwolle, Paul Gellings, doceert Frans en CKV op het Thorbecke.
- De school heeft een atheneum+ profiel, waarbij de scholieren in de eerste jaren CKV-junior en filosofie kunnen krijgen.
- De school heeft verschillende profielen waar men uit kan kiezen, zoals Moderne Media, Technasium, Sporttraject, Fast Lane English, Wetenschapsoriëntatie en Techniek traject.